# Hof am Leithaberge
Pour les articles homonymes, voir Hof.
Hof am Leithaberge est une commune autrichienne du district de Bruck an der Leitha en Basse-Autriche.